# Турченко Юрій Якович
Ю́рій Я́кович Тýрченко (7 листопада 1923, Жуки — ?) — український радянський мистецтвознавець, доктор мистецтвознавства з 1966 року, професор з 1969 року; член Спілки радянських художників України. Лауреат Державної премії УРСР в галузі науки і техніки за 1971 рік.

## Біографія
Народився 7 листопада 1923 у селі Жуках (нині Кременчуцький район Полтавської області, Україна). Брав участь у німецько-радянській війні, воював у артилерії. Нагороджений орденом Вітчизняної війни II ступеня (27 лютого 1945), медаллю «За відвагу» (1 вересня 1943). Член ВКП(б) з 1944 року.
1950 року закінчив Київський університет; у 1953 році — аспірантуру при Інституті мистецтвознавства, фольклористики та етнології імені Максима Рильського АН УРСР. Був учнем Василя Касіяна. З 1956 року працював у цьому інституті, завідував відділом. Мешкав у Києві в будинку на вулиці Микільсько-Ботанічній, № 14, квартира № 2.
У 1974—1979 роках працював директором відділу музейних справ ЮНЕСКО у Парижі. Не погоджуючись з радянською політикою та дискримінацією українського мистецтва в Україні, у жовтні 1979 року попросив притулку у Франції та залишився на «Заході».

## Творчість
Працював у галузі мистецтвознавства. Серед робіт:
- «Микола Іванович Мурашко» (1956);
- «Київська рисувальна школа» (1956);
- «Українсько-радянська графіка» (1957, разом з Василем Касіяном);
- «Питання художньої освіти» (1959);
- «Портрети українських кобзарів Опанаса Сластіона» (1961);
- «Українська дожовтнева реалістична графіка» (1961 разом з Василем Касіяном);
- «Український радянський естамп» (1962);
- «Український естамп» (1964).

Автор статей про образотворче мистецтво в
- «Історії Києва» (1—2. К.: 1960—1961);
- «Історії АН УРСР»;
- «Історії мистецтва народів СРСР» (російське видання у 9 томах);
- «Історії міст і сіл України»;
- «Історії українського мистецтва» (розділ «Стакова графіка» у 6-му томі);
- «Українській радянській енциклопедії».

Брав участь як редактор і автор у підготовці праць
- «Історія Українського Мистецтва» у 6 томах (1966—1970);
- «Українське мистецтвознавство» (1969—1974);
- «Словник художників України» (1973, співредактор).

Автор графічних творів із зображенням архітектурних споруд.